# 捍衛者21
《捍衛者21》（日語：ゲートキーパーズ21）是日本電視動畫《捍衛者》（ゲートキーパーズ）的續集OVA，共六集。日本於WOWOW頻道進行播放；台灣於東森幼幼台進行播放。香港由本港台放送。
《捍衛者21》比《捍衛者》描寫了更多黑暗與嚴肅的部分，同時也解答了《捍衛者》中沒有解答的一些問題。

## 登場人物

### A.E.G.I.S NETWORK
五十鈴綾音（配音：大谷育江）
本作主角，盾神高校高二生，擅长电脑，所戴的的眼镜是平光镜，前作浮矢瞬的独生女，继承了父亲的疾风门能力，由于因为对没能照顾她和她母亲的父亲的排斥，而一直极少使用继承的疾风门，而是用通过移动电话召唤的电子式门能力来对抗入侵者的超A级入侵者猎人，也因此没使用父亲姓氏而使用了母亲姓氏。个性沉默寡言（無口）女子高中生，对周围人的缺乏兴趣，不喜欢和与影山零士和姑姑朗美以外的人交流，但当自己所珍爱的东西遭到破坏时，仍会像父亲那样热血粗旷。由于对人类的堕落而失望，一直想寻找有趣的事，直到遇到美羽，并最后默认了成为其好友，并成为她所希望守护的有趣的事，也约莫谅解了父亲。
真鶴美羽（配音：埴冈由纪子）
跳跃门能力者，同绫音为盾神高校高二生，好奇心强，但又腼腆天然呆，由于被绫音发现具有门能力，而被卷入对抗入侵者的战争中。但由于能力偏向辅助性，对於对抗入侵者作用不大，而被绫音厌弃，自己希望人们能快乐地生活，被绫音指出是顾及其他人自私的表现，在知道新的入侵者是由人类变化出来后，曾一度矛盾，但被里香指责矛盾是不可能解决的，最终选择继续对抗，被帮助绫音击败幽灵少女，最后被绫音承认为好友。
太刀川里香（配音：野川樱）
寸断门能力者，受影山邀请从神户市来到东京的门能力者，男子气质，自称最强的门能力者，总想与不使用门能力的绫音对抗，但有时高傲而中过入侵者的陷阱。
北条雪乃（配音：鈴木真仁）
正篇角色，冰雪门能力者，本身为过去存在的人，由于门能力的侵蚀而失去存在的时间，不是真实存在于现世，所以具有瞬间移动的能力。与幽灵少女相识，为了保护被幽灵少女破坏的世界而与其对决牺牲。但在幽灵少女最后绝望时导致的门能力堕化反转时得以恢复，并与美羽成为朋友。
影山零士（配音：関智一）
前作人物，在小说中与浮矢瞬合作重建依萨斯，在浮矢瞬牺牲后，收到浮矢瞬的托付，成为依萨斯的领导，为依萨斯的成员（主要是绫音）提供支援和报酬。能使用原有的眼光门和堕化后的影子门的双门能力者，但也因为门能力的侵蚀而左手损失，最后幽靈少女绝望时导致的门能力堕化反转时得以恢复。

### 入侵者
幽靈少女（配音：能登麻美子）
入侵者干部之一，未确认干部，编号S-07P，是OVA篇入侵者实际领导者，如迷一样的少女。实际为过去死去的门能力者，门能力为空间消失，有门能力的侵蚀而失去肉体的存在，只剩下自己的头骨作为留在现世的寄托，和绫音一样讨厌充满欲望的人类，但其过激的行为，令绫音不承认和其同道，而被绫音击碎了其的头骨而消失，在消失之前门能力堕化为恢复，将原来其召唤入侵者而遭破坏的世界复原。
機械將軍・改（配音：饭冢昭三）
入侵者干部之一，能与机械结合。
惡魔伯爵（配音：柴田秀胜）
入侵者干部之一，擅长以微电波和化学物质产生幻觉而实行精神攻击。

### 其他人物
渡边千波（配音：西村千奈美）
美羽的好友，頭髮稍微綁雙馬尾，对恋爱十分积极。
伊藤直子（配音：高野直子）
美羽的好友，性格直率，膚色黝黑，美羽稱為“小直”（なおちゃん）。
桥本大地（配音：子安武人）
调查侵略者事件的警部，性格热血，总想查出事实的真相。

## 主題曲
- 「羽音」（EPISODE：1～3 片头曲，EPISODE：4～5片尾曲）
- 作詞：松宮恭子
- 作曲：田中公平
- 編曲：岸村正實
- 歌：渡邊淳子
- 「今日、笑顔があれば」（EPISODE：1～3 片尾曲，EPISODE：4～5片头曲，EPISODE FINAL 片尾曲）
- 作詞：松宮恭子
- 作曲：田中公平
- 編曲：岩崎文紀
- 歌：野川さくら

## 各卷標題
| 話数          | 日文標題 | 編劇     | 分鏡              | 演出     | 作画導演                                               | 發售日期       | 限定版廣播劇CD             |
| ------------- | -------- | -------- | ----------------- | -------- | ------------------------------------------------------ | -------------- | -------------------------- |
| EPISODE1      | 出会     | 山口宏   | 山口宏            | 山口宏   | 後藤圭二                                               | 2002年4月24日  | EPISODE0「AYANE」          |
| EPISODE2      | 疾走     | 山口宏   | もりたけし 山口宏 | 竹下健一 | 高品有桂、鈴木俊二 細越裕治                            | 2002年7月17日  | EPISODE1.5「FRIENDS」      |
| EPISODE3      | 晩夏     | 山口宏   | 佐藤順一          | 佐藤順一 | 熊谷哲矢                                               | 2002年8月21日  | EPISODE3.5「INTERMISSION」 |
| EPISODE4      | 綾音     | 橋本太知 | 片山一良          | 追崎史敏 | 内納健治、追崎史敏 高品有桂、土橋昭人 中西寛、野村和也 | 2002年9月19日  | EPISODE0.8「SATOKA」       |
| EPISODE5      | 美羽     | 山口宏   | 三好一郎          | 三好一郎 | 多田文男 米田光良（レイアウト）                        | 2002年10月17日 | EPISODE4.5「MEMORIES」     |
| FINAL EPISODE | 羽音     | 山口宏   | 前田真宏          | 山口宏   | 青野厚司、嘉手刈睦 皆川ともゆき、鈴木俊二              | 2003年1月8日   | EPISODE6.1「FESTIVAL」     |